# オーバードクター
オーバードクターとは、大学院重点化以前に頻繁に用いられた用語。博士の学位を取得しながら定職に就いていない者を指す。余剰博士とも。和製英語。

## 背景
戦後、進学率が上昇して1960年代に大学・短大の設立ブームとなり、1970年代にオーバードクターが問題となった。
また大学院重点化以前には助手の採用枠が少なく、学位（博士号）取得後も助手として採用されるまでの間に数年の期間があることが頻繁にあった。また重点化以前は日本にはポストドクター制度（ポスドク、博士研究員）が無かったため無給で大学の研究室で研究を行っていた。後に、博士課程3年の期間を超えてなお授業料を納めつつ学位の取れない学生に対してもオーバードクターと言われるようになった。

## 現在
2011年現在は、オーバードクター問題はポスドクのポストが創出されたことによって一時的に緩和された。代わりに、ポスドク以後のポストの不足による、ポスドク問題が生じている。